# 聖拉斐爾拉斯弗洛雷斯
14°28′53″N 90°10′24″W / 14.4814°N 90.1733°W
聖拉斐爾拉斯弗洛雷斯（西班牙語：San Rafael las Flores），是危地馬拉的城鎮，位於該國南部，由聖羅薩省負責管轄，面積84平方公里，海拔高度1,376米，2002年人口9,078，人口密度每平方公里108.07人。